# Tedania coralliophila
Tedania coralliophila är en svampdjursart som beskrevs av Thiele 1903. Tedania coralliophila ingår i släktet Tedania och familjen Tedaniidae. Inga underarter finns listade i Catalogue of Life.